# Crematogaster schultzei
Crematogaster schultzei är en myrart som beskrevs av Auguste-Henri Forel 1910. Crematogaster schultzei ingår i släktet Crematogaster och familjen myror. Inga underarter finns listade i Catalogue of Life.